# Groszek ptysiowy

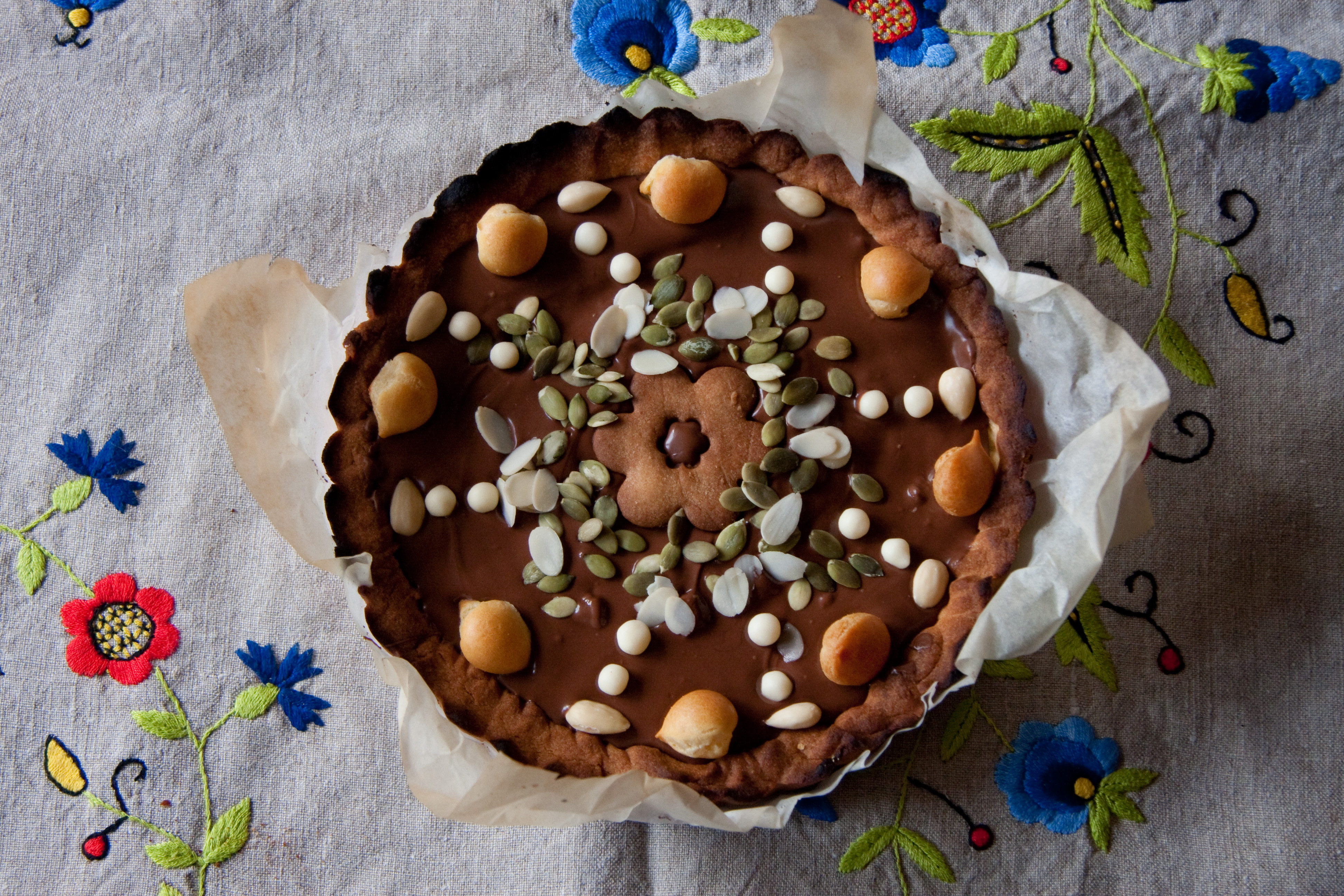
Mazurek udekorowany groszkiem ptysiowym (wzdłuż brzegu).

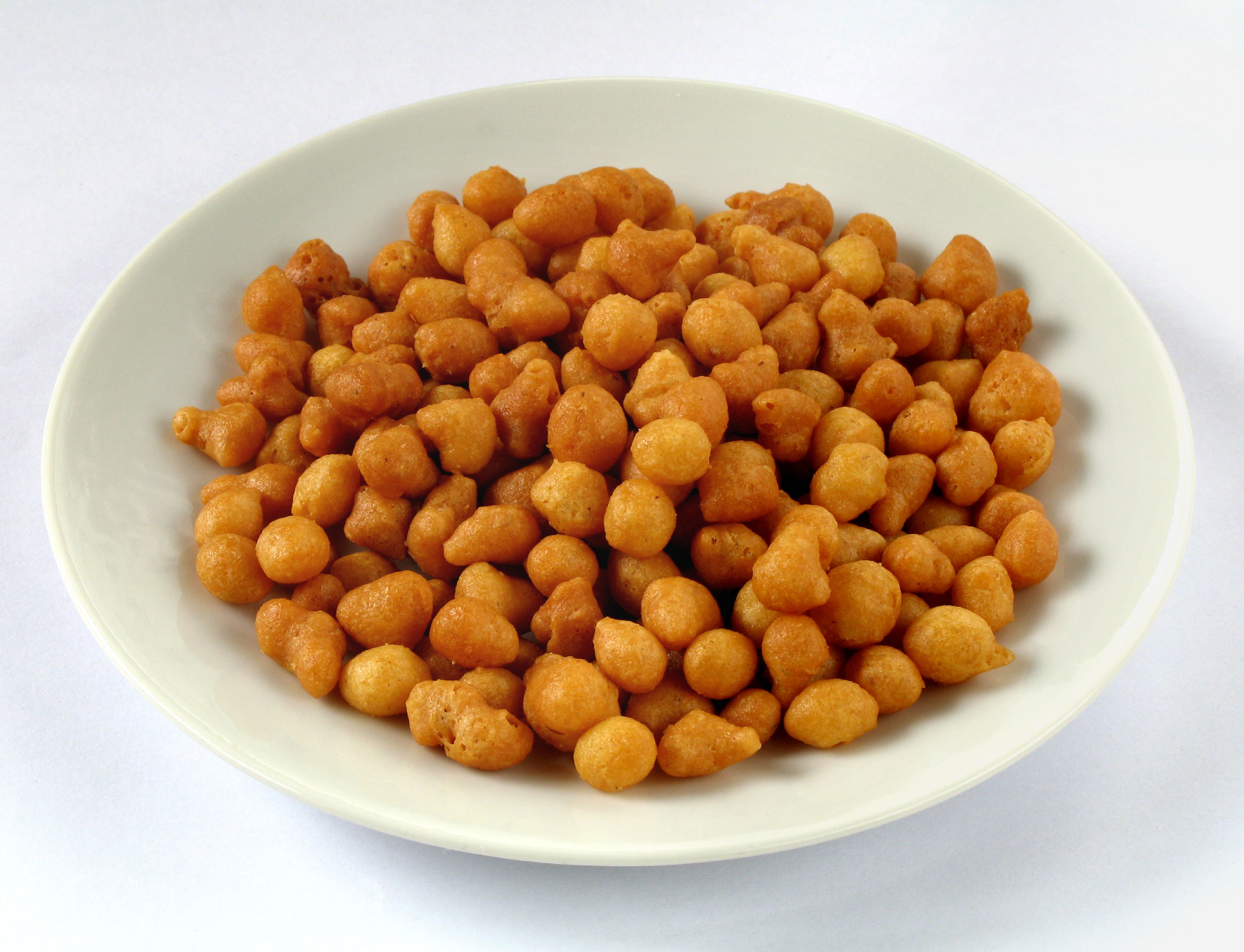
Groszek z ciasta innego niż ptysiowe

Groszek ptysiowy – drobny wypiek z ciasta parzonego w kształcie dużych „groszków” lub dużych ziaren ciecierzycy. Produkt z rodziny „groszków” do zup (niekoniecznie z ciasta parzonego) popularnych w krajach Europy Środkowej, zwłaszcza w Austrii i Niemczech.
Ciasto formuje się w pożądane kształty przeciskając przez szprycę lub rękaw cukierniczy albo też wyrabia się ręcznie. Tradycyjnie surowe „groszki” mają wielkość orzechów laskowych. Ciasto zwykle piecze się na blasze w piekarniku. Można także usmażyć je w głębokim tłuszczu – we fryturze lub smalcu.
Groszkiem ptysiowym nazywane bywają kluski ptysiowe, czyli przyrządzone z ciasta ptysiowego kluski parzone.

## Zastosowanie
Groszek ptysiowy podaje się jako osobny dodatek do zup kremów (można je też nim przybrać), zup czystych oraz zup owocowych. W restauracjach konsument sam wsypuje osobno podany groszek ptysiowy do zupy tuż przed spożyciem. W ten sposób zostaje zachowana świeżość i kruchość tego wyrobu. 
Przyozdabia się nim desery: galaretki, kremy, musy owocowe, kisiele owocowe i mleczne, owoce (surowe, pieczone, gotowane) podawane w kremach i sosach etc..